# ステファニー・サメディ
ステファニー・サムディ（Stephanie Samedy、1998年9月27日 - ）は、アメリカ合衆国の女子バレーボール選手。アメリカ合衆国代表。

## 来歴

### クラブチーム
フロリダ州クレルモント出身。イーストリッジ高等学校を卒業後、ミネソタ大学ツインシティー校へ進学。NCAA - Big Ten ConferenceではMVP、ベストスコアラー賞、ベストオポジット賞を受賞。2021年のNCAA女子バレーボール選手権ではベストオポジット賞を受賞した。その後、2021年12月にドイツブンデスリーガのシュヴェリーンSCと契約しプレーした。2022/23シーズンはWealth Planet Perugia Volleyに加入し、シーズン途中からイモコ・バレー・コネリアーノと契約し、セリエA1リーグ優勝を果たした。2023/24シーズンはトルコリーグのMuratpaşa Bld. Sigorta Shopへ移籍した。
2024年8月、SVリーグ所属のSAGA久光スプリングス入団が発表された。

### 代表チーム
アンダーカテゴリーの代表として2015年、U-18世界選手権に出場し銀メダルを獲得した。2022年、アメリカ代表に初選出され、同年のパンアメリカンカップに出場し銅メダルを獲得した。

## 受賞歴
- 2021年 - NCAA女子バレーボール選手権　ベストオポジット賞

## 所属クラブ
- ミネソタ大学ツインシティー校（2017-2022年）
- シュヴェリーンSC（2021-2022年）
- Wealth Planet Perugia Volley（2022-2023年）
- イモコ・バレー・コネリアーノ（2023年）
- Muratpaşa Bld. Sigorta Shop（2023-2024年）
- SAGA久光スプリングス（2024年-）